# Уй (река, впадает в Татарский пролив)
Уй (Чистоводная) — малая река в Ванинском районе Хабаровского края России. Название «Уй» жителями практически не применяется, более употребимо «Чистоводный» (производное [слово] от одноимённого названия бывшего посёлка) или «Чистоводная», в том числе и на придорожных указателях.
Длина водотока — 50 км, площадь бассейна — 250 км².
Берёт своё начало на Советско-Гаванском плато хребта Сихотэ-Алинь, течёт в общем восточном направлении, впадает в западную оконечность бухты Ванина. На всём течении — типичная горная река. Растительность по берегам — светлохвойная лиственничная тайга и смешанный лес.
Питание реки смешанное, с преобладанием дождевого. Дальневосточный тип водного режима. Притоки — несколько ручьёв.
В нижнем течении расположены дачные участки жителей Ванино. Из реки долгое время осуществлялся промышленный водозабор для нужд п. Ванино, с постройкой подземных скважин водозабора на Чистоводной осталась резервная станция водозабора.
Через реку построен автомобильный мост (120 метров) автодороги 08А-1 Лидога-Ванино, мост (70 метров) 08А-4 региональной дороги Советская Гавань — Монгохто, ж/д мост (75 метров) конечного участка БАМ. В районе ж/д моста на берегу расположен небольшой пляж, пользуется популярностью у жителей для пикников. Немного выше автомобильного моста в зимнее время прорезают прорубь-купальню, где жители[чего?] празднуют Крещение. Автомобильный мост на Совгавань облюбовали молодожёны — поручни моста густо украшают цветные ленты и замки.

## Данные водного реестра
По данным государственного водного реестра России относится к Амурскому бассейновому округу, водохозяйственный участок реки — пролива Невельского и бассейна Японского моря от мыса Лазарева до северной границы бассейна реки Самарга. Речной бассейн реки — бассейны рек Японского моря.
Код водного объекта в государственном водном реестре: 20040000112118200003155.